# Stadion Fazisi
Stadion Fazisi – wielofunkcyjny stadion w Poti, w Gruzji. Może pomieścić 6000 widzów. Swoje spotkania rozgrywa na nim drużyna Kolcheti 1913 Poti.